# Государственный музей природы Армении
Государственный музей природы Армении (арм. Հայաստանի բնության պետական թանգարան) — музей в Армении, расположенный в Ереване.

## История
Естественнонаучный музей был создан в 1952 году в здании, где до этого располагался музей научного атеизма. Современное название он получил в 1960 году.
В 1999 году переехал в новое здание (бывшее здание школы №73). В 2000 году благодаря пожертвованиям Левона и Беллы Агаронян в здании была начата реконструкция, и в 2004 году открылась основная экспозиция.

## Экспозиция
В фондах музея представлено более 6 тысяч экспонатов. Коллекция отражает особенности природы Армении. В фонде представлены чучела млекопитающих, птиц, рептилий, земноводных, рыб, насекомых, пауков, а также скелеты, шкуры, моллюски, гербарии, ископаемые растения и животные, образцы минералов, картины, фотографии.
В фонд музея вошли частная коллекция семьи Агаронян и коллекция моллюсков, подаренная уругвайским филантропом армянского происхождения Педро Гайфеджяном.

## Цели и задачи музея
Цели и задачи Государственного музея природы Армении были утверждены 27 февраля 2003 года.
Целью музея являются распространение экологического воспитания и образования.
Музей осуществляет следующие виды деятельности:
- художественное оформление жилых уголков и мини-музеев;
- организация выставок;
- разведение диких животных с целью возвращения их в дикую природу;
- выращивание декоративных растений для музейных выставок[4].

## Библиотека
При музее действует библиотека, фонд которой составляет 1726 единиц. 90% литературы посвящено природе.

## Филиалы
Филиалы музея находятся в Гюмри и Гукасаване.